# Lliga catalana Plata d'hoquei sobre patins masculina
La Lliga Catalana Plata d'hoquei patins és una competició masculina de club d'hoquei patins catalans, creada la temporada 2021-22. De caràcter anual, està organitzada per la Federació Catalana de Patinatge. Hi participen els clubs catalans que competeixen a la Segona divisió estatal, l'OK Lliga Plata. Es disputa en dues fases: la primera, els equips participants s'agrupen en quatre grups disputant una lligueta a una sola volta. El primer classificat de cada grup accedeix a la segona fase o fase final que es disputa en format d'eliminació directa, que determina el campió del torneig.

## Historial
| En negreta = Equip guanyador (1) = Nombre de campionats (pro.) = Prórroga (p.) = Penaltis Nota: Noms dels equips segons l'època |

| Edició | Temp.   | Data       | Campió                           | Resultat | Finalista         | Seu                           | Ref.  |
| ------ | ------- | ---------- | -------------------------------- | -------- | ----------------- | ----------------------------- | ----- |
| I      | 2021-22 | 03-10-2021 | HC Sant Just (1)                 | 5-0      | CE Arenys de Munt | Pavelló Antoni Roure, Alpicat | [ 2 ] |
| II     | 2022-23 | 09-10-2022 | Corredor Mató Palafrugell (1)    | 8-2      | CP Vic            | Pavelló Olimpic de Vic        | [ 3 ] |
| III    | 2023-24 | 08-10-2023 | CP Vilafranca Capital del Vi (1) | 3-2      | CP Vic            | Sant Jordi Desvalls           | [ 4 ] |
| IV     | 2024-25 | 06-10-2024 | CE Vendrell (1)                  | 2-1      | Girona CH         | Roda de Ter                   | [ 5 ] |

## Palmarès
| Equip                           | Campió | Subcampió | Finals | Anys campió | Anys subcampió   |
| ------------------------------- | ------ | --------- | ------ | ----------- | ---------------- |
| Hoquei Club Sant Just           | 1      | 0         | 1      | 2021-22     | —                |
| Club Hoquei Palafrugell         | 1      | 0         | 1      | 2022-23     | —                |
| Club Patí Vilafranca            | 1      | 0         | 1      | 2023-24     | —                |
| Club d'Esports Vendrell         | 1      | 0         | 1      | 2024-25     | —                |
| Club Patí Vic                   | 0      | 2         | 2      | —           | 2022-23, 2023-24 |
| Centre d'Esports Arenys de Munt | 0      | 1         | 1      | —           | 2021-22          |
| Girona Club Hoquei              | 0      | 1         | 1      | —           | 2024-25          |